# Ovanåkers distrikt
Ovanåkers distrikt är ett distrikt i Ovanåkers kommun och Gävleborgs län. Distriktet ligger omkring Edsbyn i västra Hälsingland. 

## Tidigare administrativ tillhörighet
Distriktet inrättades 2016 och utgörs av Ovanåkers socken i Ovanåkers kommun.
Området motsvarar den omfattning Ovanåkers församling hade 1999/2000.

## Tätorter och småorter
I Ovanåkers distrikt finns tre tätorter och fyra småorter.

### Tätorter
- Edsbyn
- Roteberg
- Viksjöfors (del av)

### Småorter
- Knåda (norra delen)
- Knåda (södra delen)
- Ovanåker
- Ämnebo